# 김효주
김효주(金孝周, 1995년 7월 14일 ~ )는 대한민국의 프로 골프 선수이다.
어릴 때부터 골프에 두각을 나타내며 주요 대회를 휩쓴 김효주는 2012년 아마추어 선수 자격으로 출전한 한국, 일본, 대만 등 3개국의 정규 프로 대회에서도 연달아 우승을 차지하며 '김효주 센세이션'을 일으켰다. 자연스레 '골프 천재', '괴물', '프로 잡는 아마'라는 수식어도 생겨났다. 
이후 김효주는 2014년 메이저 대회 3승을 포함 연간 6승을 달성하며 KLPGA 투어 정상에 올랐다. 특히 초청 선수로 출전한 2014 LPGA 에비앙 챔피언십에서도 우승하며 LPGA 투어 직행 티켓을 거머쥐었다. 2015년 LPGA에 진출한 김효주는 제32회 2020 도쿄 올림픽과 제33회 2024 파리 올림픽에서 여자골프 국가대표로도 활동한 바 있다.

## 학력
- 2002 ~ 2008 교동초등학교
- 2008 ~ 2011 육민관중학교
- 2011 ~ 2014 대원외국어고등학교
- 2014 ~ 고려대학교 체육교육학과

## 수상
- [2025년 5월 현재 KLPGA 14승, LPGA 7승을 비롯해 전 세계 투어 통산 25승(프로 데뷔 후 22승)을 기록하고 있다.]
- 2009	제13회 익성배 매경아마추어골프선수권대회 우승
- 2010	제32회 퀸시리키트컵 아시아,태평양여자아마추어골프대회 개인전 우승
- 2010	제17회 매경 빅야드배 전국 중고등학생 골프대회 개인전 우승
- 2010	KLPGA 러시앤캐시 채리티 클래식 J골프시리즈 3위
- 2010	하이마트 한국여자프로골프 대상_우수아마추어선수 장학금
- 2011	일송배 제29회 한국주니어골프선수권대회 여자 고등부 우승
- 2012	대한골프협회 2011 최우수 아마선수상
- 2012	KLPGA 투어 제5회 롯데마트 여자오픈 우승(아마추어)
- 2012	JLPGA 투어 산토리 레이디스 오픈 우승(아마추어)
- 2012	호심배 아마추어골프선수권대회 여자부 우승
- 2012	강민구배 한국여자아마추어선수권대회 우승
- 2012	LPGA 에비앙마스터스 4위
- 2012	TLPGA 투어 스윙잉스커츠오픈 우승(아마추어)
- (2012년	롯데그룹 후원 계약 후 프로 데뷔)
- 2012	KLPGA 투어 현대차 차이나 레이디스 오픈 우승
- 2013	대한골프협회 2012 최우수 아마선수상
- 2013	볼빅 KLPGA 대상_신인상, 최저타수상
- 2014 KLPGA 투어 기아자동차 한국여자오픈 골프선수권대회 우승
- 2014 KLPGA 투어 금호타이어 여자오픈 우승
- 2014 KLPGA 투어 한화금융 클래식 우승
- 2014 LPGA 투어 에비앙 챔피언십 우승[1]
- 2014 KLPGA 투어 하이트진로 챔피언십 우승
- 2014 KLPGA 투어 KB금융 스타 챔피언십 우승
- 2014 KLPGA 투어 제12회 한일 여자프로골프 국가대항전 MVP
- 2014 KLPGA 대상_대상, 상금왕, 다승왕, 최저타수상
- 2014 KLPGA 투어 현대차 차이나 레이디스 오픈 우승
- 2015 LPGA 투어 JTBC 파운더스컵 우승[2]
- 2015 KLPGA 투어 금호타이어 여자오픈 우승
- 2016 LPGA 투어 퓨어실크 바하마 클래식 우승
- 2016 KLPGA 투어 현대차 차이나 레이디스 오픈 우승
- 2018 LPGA 투어 US 위민스 오픈 준우승
- 2019 LPGA 투어 에비앙 챔피언십 준우승
- 2020 KLPGA 투어 롯데 칸타타 여자오픈 우승
- 2020 KLPGA 투어 KB금융 스타챔피언십 우승
- 2020 KLPGA 대상_상금왕, 다승왕, 최저타수상
- 2021 LPGA 투어 HSBC 위민스 월드 챔피언십 우승
- 2021 KLPGA 투어 박세리 인비테이셔널 우승
- 2021 KLPGA 투어 SK네트웍스·서울경제 레이디스 클래식 우승
- 2022 LPGA 투어 롯데 챔피언십 우승
- 2023 LPGA 투어 어센던트 LPGA 베네피팅 VOA 우승
- 2024 LET 아람코 팀 시리즈-코리아(개인전) 우승
- 2025 LPGA 투어 포드 챔피언십 우승
- 2025 LPGA 투어 셰브론 챔피언십 준우승
- 2025 LET 아람코 코리아 챔피언십 우승